# Medinilla longipedunculata
Medinilla longipedunculata är en tvåhjärtbladig växtart som beskrevs av Célestin Alfred Cogniaux. Medinilla longipedunculata ingår i släktet Medinilla och familjen Melastomataceae. Inga underarter finns listade i Catalogue of Life.